# Gerald Pinkenburg

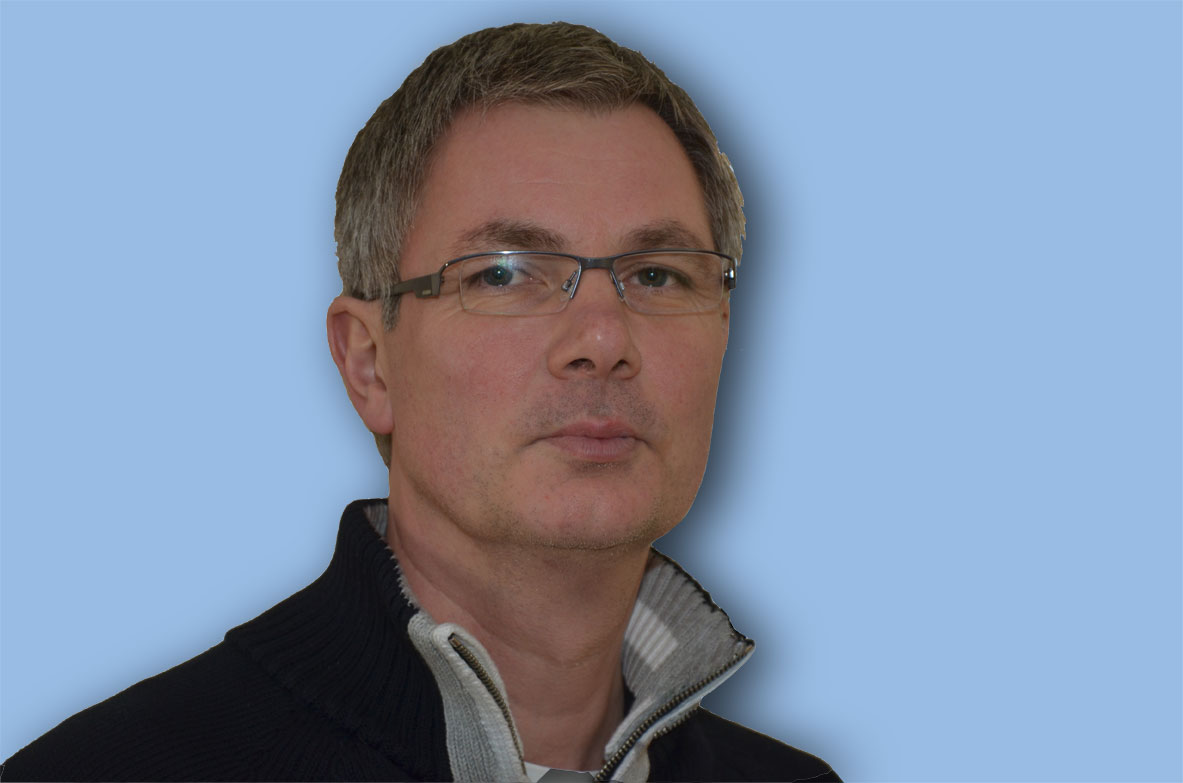
Gerald Pinkenburg

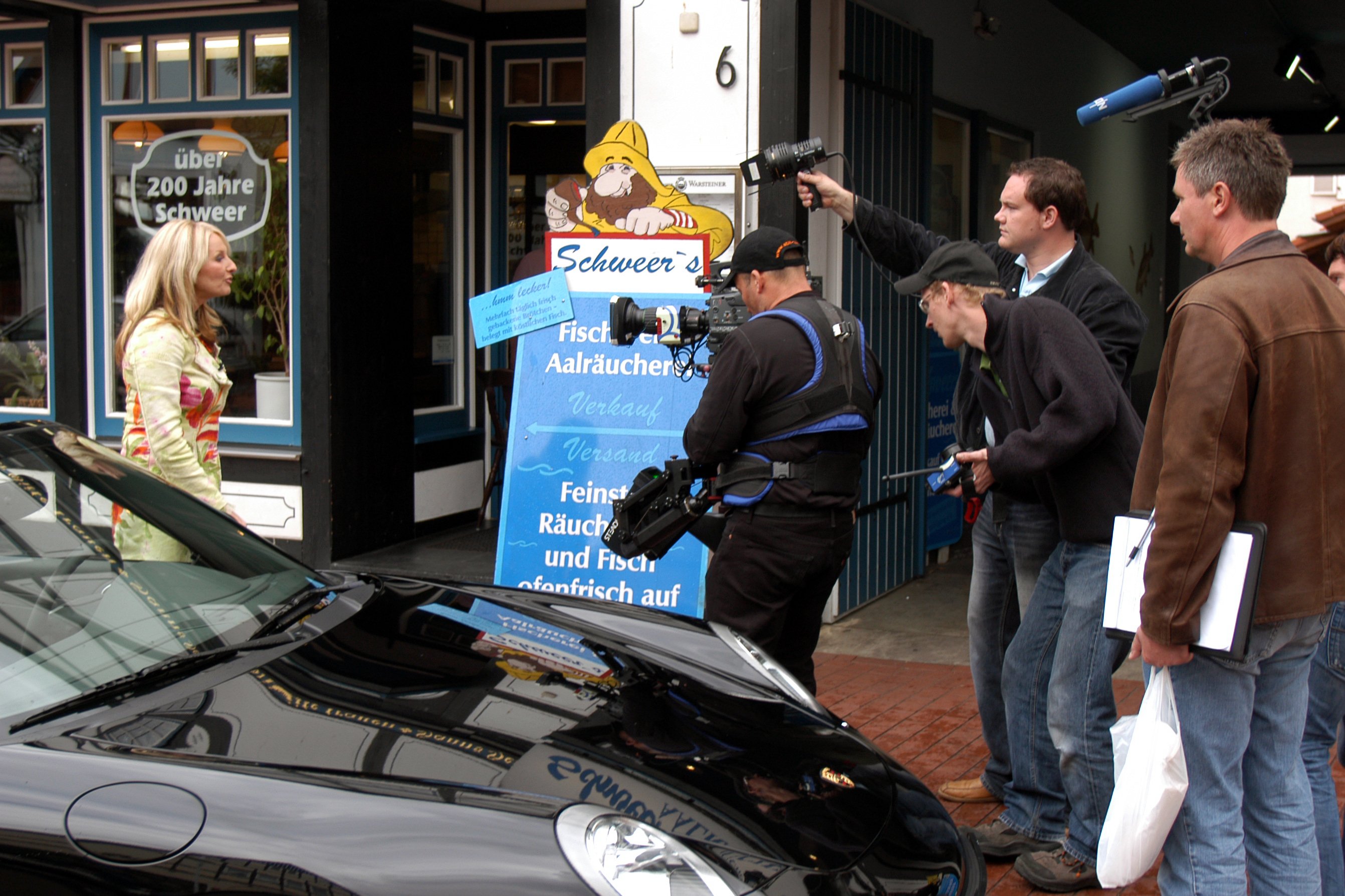
Fernsehproduktion mit Frauke Ludowig

Gerald Pinkenburg (* 2. März 1963 in Wunstorf) ist ein deutscher Journalist.

## Leben und Wirken
Seine journalistische Laufbahn begann im Sommer 1985 im Landesfunkhaus Niedersachsen des Norddeutschen Rundfunks (NDR) in Hannover. Unter dem Titel „Was machen Schüler nebenbei im Unterricht?“ lief sein erster Radiobeitrag in der Jugendsendung „PopFit“ des NDR.
Nach zwei Jahren im NDR wechselte Gerald Pinkenburg zum privaten Radiosender Radio ffn in Isernhagen bei Hannover. Dort produzierte er Radiobeiträge und moderierte verschiedene Sendungen, bevor er sich nach einem Jahr zusammen mit einem Kollegen selbständig machte. Gemeinsam produzierten sie Radiobeiträge für die gesamte ARD und traten auch häufig live im Radio auf. Außerdem präsentierte Pinkenburg im Landesfunkhaus Niedersachsen des NDR in Hannover Nachrichtensendungen und moderierte Radiosendungen bei HR3 und bei Radio Bremen 4, wo er auch als Chef vom Dienst verantwortlich war. Redaktionelle Verantwortung übernahm er auch beim Westdeutschen Rundfunk (WDR) in Köln, wo er bis von 1990 bis 1995 auch Früh- und Vormittagsendungen moderierte. Nach einer kurzen Festanstellung als Redakteur bei der „Deutschen Welle“ in Köln wechselte er wieder zum Landesfunkhaus Niedersachsen des NDR nach Hannover. Hier arbeitete er im Fernsehen bei Hallo Niedersachsen, später moderierte er diese Sendung und wurde als Live-Reporter eingesetzt. Bis 2005 gehörte er auch zum festen Reporterstab von ARD Aktuell.
Ab 2008 produzierte er Dokumentationen für den Norddeutschen Rundfunk in Hamburg und arbeitete als Redakteur und Autor beim deutsch-französischen Kultursender ARTE in Straßburg.
Seit Mitte Juli 2015 ist er ausschließlich als Redakteur und Moderator für den Hörfunk des Südwestrundfunks (SWR) in Baden-Baden tätig.
| Personendaten    | Personendaten                         |
| ---------------- | ------------------------------------- |
| NAME             | Pinkenburg, Gerald                    |
| KURZBESCHREIBUNG | deutscher Fernsehjournalist und Autor |
| GEBURTSDATUM     | 2. März 1963                          |
| GEBURTSORT       | Wunstorf                              |